# NATSUMEN
NATSUMEN（ナツメン、2002年 - ）は、元BOATのメンバー「AxSxE」を中心に結成されたハードコア・フリー・ジャズバンド。大幅なメンバーチェンジを経て、現在もメンバーは流動的。2006年10月頃から活動休止中だったが、2008年10月21日渋谷CLUB QUATTROライブで活動再開。

## 現メンバー
- AxSxE（アセ） - ギター。
  - TOKIOや木村カエラへの楽曲提供、神聖かまってちゃんのサウンド・エンジニア等 多方面で活動。元SPACE KUNG-FU MAN、元BOAT。
- ホイン - ギター。
  - 旧名AIN（アイン）。元BOAT。
- 山本達久 - ドラム。
  - カフカ鼾での活動、長谷川健一、phew、タテタカコのサポート等、多岐にわたる。プラマイゼロ、teneleven、Soundings。
- 山本カブレラマン昌史 - ベース。
  - 旧名MASASHI YAMAMOTO（ヤマモトマサシ）。元3nd。現在東京芸術大学音楽学部在学中。
- 加藤雄一郎 - アルト・サクソフォーン。
  - Caravan、後藤まりこのレコーディング参加など。l.e.d、.元mi-ne。
- 稲田ヌボンバー貴貞 - テナー・サクソフォーン。
  - 旧名INADA（稲田貴貞）。RISINGTONES、FRISCO。元 怪獣公園。
- カッキー（柿沢健司） - トランペット。
  - FRISCO、platon。
- 野村卓史 - キーボード。
  - グッドラックヘイワ、WUJA BIN BIN、元SAKEROCK。

### サポートメンバー
- 恒岡章 - ドラム。
  - Hi-STANDARD、CUBISMO GRAFICO FIVE、LOW IQ & THE BEAT BREAKER、磯部正文BAND、チャットモンチー。
- ドラムスボー - ドラム。
  - Drums Bo、Saladabar。

### 過去メンバー
- 蔦谷好位置 - キーボード。
  - 中村達也らとEOR。元CANNABIS。
- 村田知之 - ベース。
  - □□□、CUBISMO GRAFICO FIVE、RUNT STAR等。現在は村田シゲ名義で活動。
- 屋代祐己 - ギター、ユーフォニウム。
  - Saladabar。
- 井田じゅんぺい - ベース。
- マシータ - ドラム。
  - BEAT CRUSADERS、TOQUIO LEQUIO TEQUNOS。
- 石橋英子 - キーボード、フルート。
  - PANICSMILE、MONGHANG、カフカ鼾
- イズミ - クラリネット、トランペット。

## ディスコグラフィー
- FLOWERS OF ERROR(2)（2004年1月22日） 　－　V.A
- KILL yOUR WINTER !!!（2005年1月12日）　－　限定マキシシングル
- Endless Summer Record（2005年3月3日） 　－　1stアルバム
- a crucible at the small State（2005年4月27日）　－　下北沢ERAのトリビュート
- NEVER WEAR OUT yOUR SUMMER xxx !!!（2006年1月18日）　－　2ndアルバム
- ONExMORExSUMMERxSHIT !!!（2008年10月21日）　－　限定マキシシングル

### その他演奏での参加
- 三つ編みヒロイン（2004年7月2日）
  - kayo（ex.POLYSICS）
- across the sea ～a tribute to weezer ～（2003年5月28日）
  - NATSUMEN & hidakaで参加

他多数。